# IC 595
IC 595 ist eine elliptische Galaxie vom Hubble-Typ E4 im Sternbild Löwe an der Ekliptik. Sie ist rund 371 Millionen Lichtjahre von der Milchstraße entfernt und hat einen Durchmesser von etwa 55.000 Lichtjahren.

Im selben Himmelsareal befindet sich u. a. die Galaxie IC 596.
Das Objekt wurde am 28. Januar 1892 vom französischen Astronomen Stéphane Javelle entdeckt.